# Acquamazione
L'acquamazione, o cremazione all'acqua, è una pratica funeraria consistente nella riduzione di un cadavere tramite immersione in acqua.

## Storia
Brevettata negli Stati Uniti nel 1888, l'acquamazione è stata sviluppata per eliminare i resti degli animali nei macelli, in modo meno costoso e soprattutto per prevenire la diffusione di malattie perché distrugge in modo molto efficace virus e prioni. Dal 1992 è stato utilizzato per combattere il morbo della mucca pazza.

## Descrizione
La tecnica consiste nell'immergere la salma in acqua e idrossido di potassio a 92 gradi per quattro ore; durante questo lasso di tempo, si instaura una reazione chimica di idrolisi alcalina: i tessuti molli si liquefanno e le ossa si rammolliscono e possono essere raccolte in una cassetta da cremazione mentre il liquido può essere usato come fertilizzante. Non rimangono tracce di DNA. A differenza della cremazione è molto meno energivora, non rilascia fumi nell'aria e gli eventuali residui tossici possono venire recuperati.
È una pratica che inizialmente in passato veniva usata per smaltire le carcasse degli animali. Viene praticata in Australia ed in alcuni stati degli Stati Uniti d'America. Celebre il caso del premio Nobel Desmond Tutu che ha voluto scegliere questa modalità per motivi ambientali.